# Kroniky Černého Měsíce
Kroniky Černého Měsíce (Chroniques de la Lune Noire, Black Moon Chronicles) je epická temná fantasy francouzské komiksové série napsané Francoisem Marcela-Froidevalem.

## Historie vydání
Kroniky Černého Měsíce je epický příběh s vyrovnanou dávkou nekonvenčního humoru a užívající moderní hovorové francouzštiny oproti archaickému jazyku, který je obvyklý v podobných příbězích.
Celá série, jejíž první díl vyšel v pozdních osmdesátých letech, byla také přeložena do němčiny, italštiny, dánštiny, nizozemštiny a angličtiny (vyjma sešitků nejnovějších). Po dlouhotrvajícím úspěchu ve Francii bylo z důvodu detailnějšího vykreslení některých hlavních charakterů vytvořeno několik vedlejších sérií.
Pátý díl byl posledním vydáním ilustrovaným Olivierem Ledroitem, který byl po zbytek celé série nahrazen Cyrilem Pontetem. Ledroit však stále ilustroval zbývající obaly komiksů.
Čtrnáctý a poslední díl celé první ságy byl vydaný 21. listopadu 2008.
Po restartu série od Druhé země (2010) byl vydán aktuálně poslední díl, osmnáctý, v únoru 2017.

## Hlavní postavy
- Wismerhill (z anglického Whispers Hills) – hlavní postava, poloviční temný elf s neznámou minulostí a mimořádným osudem.
- Haazheel Trn – arcimág, snažící se stát bohem, zvětšující svou moc pomocí vlastního náboženství. Snaží se zničit Haghendorfovu Říši.
- Haghendorf – současný Imperátor Lhynnu, varovaný Orákulem před příchodem “Železného psa“, který ho svrhne.
- Fratus Chmura – vůdce Řádu Světla. Také intrikuje za účelem svržení císaře.
- Princ Parsifal – velitel Rytířů Spravedlnosti, oddaný Bohu, spojenec Říše.
- Methraton – nejvyšší mág, nepřítel bohů a spojenec Wismerhilla. Má svoji vlastní vedlejší komiksovou sérii, Methrator.

Druhové Wismerhilla (více rozpracovaní ve vedlejších sériích Black Moon Arcanas):
- Hellaynnea – ženský démon (succubus), která se stane Wismerhillovou novou milenkou.
- Ghorghor Bey – obrovský poloobr, impozantní masa svalů a brutality.
- Pile-ou-Face – elfský válečník se dvěma magickými a inteligentními meči (Nepher a Bepher)
- Murata – samuraj.
- Shamballeau – mág
- Pepette – dívka, jako jediná dokáže ovládat Gouma.
- Goum – Pepettin očarovaný a silný bratr.
- Feidreiva or Fey – žena a elfí lukostřelkyně, první Wismerhillova láska.

## Jednotlivé díly
1. Le Signe des Ténèbres (Sign of Darkness, 1989)
2. Le Vent des Dragons (Dragons Wind, 1990)
3. La marque des démons (Mark of the Demons, 1991)
4. Quand sifflent les Serpents (When Snakes Whistle, 1992)
5. La danse écarlate (The Blood Dance, 1994)
6. La Couronne des Ombres (Crown of Shadows, 1995)
7. De Vents, de Jade et de Jais (Of Wind, Jade and Jet, 1997)
8. Le Glaive de justice (Sword of Justice, 1999)
9. Les Chants de la négation (Songs of Negation, 2000)
10. L'Aigle foudroyé (Struck Down Eagle, 2002)
11. Ave Tenebrae (Ave Tenebrae, 2003)
12. La Porte des Enfers (The Door to Hell, 2005)
13. La Prophétie (Prophecy, 2006)
14. La Fin des Temps (End of Times, 2008)
15. En un jeu cruel (In a Cruel Game, 2011)
16. Terra Secunda (Second Country, sešit 1/2, 2012)
17. Terra Secunda (Second Country, sešit 2/2, 2014)
18. Guerres ophidiennes (Ophidian Wars, 2015)
19. Le trône d'Opale (The Opal Throne, únor 2017)
20. Une semaine ordinaire (Just Another Week, 2018)
21. Une passerelle vers l'enfer (A Gateway to Hell, 2020)
22. Sic Transit Gloria Mundi (Thus Passes the Glory of the World, 2021)

## Vedlejší série
Black Moon's Arcanas (Les Arcanes de la Lune Nore)
Každé album vypráví příběh jednoho ze společníků Wismerhilla. Příběh napsal Froideval, ale každý svazek má odlišného ilustrátora.
1. Ghorghor Bey (nakreslil Ledroit, 2001)
2. Pile-ou-Face (nakreslil Fabrice Angleraud, 2007)
3. Parsifal (nakreslil Fabrice Angleraud, 2010)
4. Greldinard (nakreslil Manuel Morgado, 2017)

Methraton
Vedlejší série věnovaná mysterióznímu Nejvyššímu Mágovi pomáhajícímu hrdinům Kronik Černého Měsíce od Froidevala a Frabrice Drueta
1. Le Serpent (Had, anglický název The Snake, 2001)
2. Le Crane (Lebka, anglický název The Skull, 2003)
3. Pharaon (Faraón, anglický název Pharaoh, 2006)

## V jiných médiích
Sága je také motivem stejnojmenné deskové hry, strategické PC hry a online RPG hry Winds of War, která však byla zrušena před finálním spuštěním.
V lednu 2007 společnost AmalGame-Online Inc. znovu začala pracovat na online hře Black Moon Chronicles: Winds of War. Volný beta test byl spuštěn na konci února 2008. Hra byla oficiálně spuštěna 14. května 2008.
V roce 2010 odkoupil práva na Winds of War od AmalGame-Online Amando Blasco ze společnosti Bruma Studios, obnovil práce na online hře a zprovoznil veřejný testovací server. V této chvíli hra není dostupná, a poslední a zároveň jediná novinka z února 2016 hlásá, že na hře se bude pracovat.